# Discours de l'indépendance béninoise
Le Discours d’indépendance du Bénin (jadis, Dahomey) est pour tous les béninois le sacre historique de libération et d'affirmation de souveraineté nationale et internationale dans la paix et la fraternité. Hubert Maga, élu premier président du Dahomey, le 26 juillet 1960, proclame le 1er août 1960  l'indépendance du Dahomey vis-à-vis de la France lors des commémorations officielles,. En tenue traditionnelle ''agbada''  avec une écharpe aux couleurs du Dahomey et Grande croix de commandeur sur le buste, il profère ce discours d'indépendance du désormais ancienne colonie française à la résonance de 101 coups de canon,.
La cérémonie s'est tenue à Porto-Novo dans le palais des gouverneurs (le bâtiment qui érige l'Assemblée nationale du Bénin)  devant des représentants de toutes les régions du Bénin, des Chefs des Etats de l'Entente et des officiels français dont Louis Jacquinot et René Tirant. Depuis, le 1er août est devenu la fête nationale du Bénin.

## Le Discours
« Peuple dahoméen, je proclame solennellement l'indépendance du Dahomey ce lundi 1er août 1960 en présence des répresentants de la République française, des Chefs des Etats de l'Entente, de tous nos invités, des ministres du gouvernement dahoméen, des parlementaires, des notabilités et de toute la population.C'est pour nous un jour d'allégresse, jour qui consacrera l'union de tous les enfants de ce pays pour la paix et la fraternité, jour qui marquera un nouveau pas en avant de l'Afrique vers un avenir meilleur. »https://archives.beninwebtv.com/2020/09/independance-en-afrique-quinze-discours-qui-ont-marque-lhistoire/

— Hubert Maga

## Contexte
En mai 1951, les élections au parlement français révèlent l'émergence des porteurs de discours indépendantistes. Des grognes apparaissent au sein du parti Union progressiste dahoménne de Sourou Migan Apithy. Les natifs du nord du Dahomey, s'estimant marginalisés, fondent le Groupement ethnique du nord qui devient le Mouvement démocratique dahoméen puis Rassemblement démocratique dahoméen en août 1957 sous l'égide d'Hubert Maga. Sourou Migan Apithy rebaptise  lui aussi l'UDP en Parti républicain du Dahomey. Le MDD d’Hubert Maga s'unit dans le nord pendant qu’au sud la guerre du leadership s' entretenait entre Justin Ahomadégbé et  Apithy.
Le 28 septembre 1958, le Dahomey vote « Oui » au référendum constitutionnalisant la Ve République en France et à la Communauté française.
Le 4 décembre 1958, bien que Sourou Migan Apithy soit élu président du Conseil de gouvernement, il ne parvient pas à être le premier président du nouvel Etat. Aucun parti n'ayant  la majorité absolue à l'Assemblée nationale dahoméenne, deux grands groupes politiques se confrontent au sud du pays autour des leaders Apithy et Ahomadégbé. Hubert Maga profite de leurs intrigues pour se faire élire premier président du Dahomey, le 26 juillet et proclame l’indépendance du pays le 1er août 1960.